# 大盖蹄盖蕨
大盖蹄盖蕨（学名：Athyrium foliolosum）为蹄盖蕨科蹄盖蕨属下的一个种。

## 扩展阅读
- 維基物種上的相關：大盖蹄盖蕨